# 尼克拉斯·弗里曼
尼克拉斯·弗里曼（芬蘭語：Niklas Friman，1993年8月30日—），芬兰男子冰球运动员，场上位置是前锋。他曾代表芬兰参加2022年冬季奥林匹克运动会冰球比赛，获得一枚金牌。